# 早野貴大
早野 貴大（はやの たかひろ、1974年9月6日 - ）は、日本の元ラグビー選手。

## プロフィール
- 山梨県出身。
- 現役時代のポジションはロック(LO)。
- 身長 187cm、体重 103kg
- 関東代表に選ばれたことがある[1]。
- 日本Ａ代表に選ばれたことがある。

## 略歴
高校からラグビーを始めた。
1993年、山梨桂高校卒業後、帝京大学に入学する。
1996年、帝京大学ラグビー部の主将に就任した。
1997年、帝京大学卒業後、サントリー（現・サントリーサンゴリアス）に加入。
2003年、サントリーサンゴリアスの主将に就任し、ラグビーワールドカップ2003の日本代表に選ばれる。
2010年、現役を引退した。